# ایستگاه اکاساکا-میتسوک
ایستگاه اکاساکا-میتسوک (به لاتین: Akasaka-mitsuke Station) یک ایستگاه در ژاپن است که در آکاساکا واقع شده‌است.